# Dagblaðið Vísir
Dagblaðið Vísir, comumente abreviado como DV, é um tabloide e jornal online islandês. Foi criado em 1981, quando dois jornais independentes, Vísir e Dagblaðið, se fundiram.